# اراء
اراء (Era)، روستایی در چهاردانگه از شهرستان ساری در استان مازندران ایران است.
اراء تنها روستای این منطقه ییلاقی میباشد که بهترین نظرگاه و دید را به کل منطقه دارد.

## موقعیت جغرافیایی
اراء روستایی است که در بلندی قرار گرفته و در ارتفاع ۲۸۰۰ متری از سطح دریا قرار گرفته است. به لحاظ جغرافیایی در عرض جغرافیایی ۱۲َ ۳۶ْ و طول‌جغرافیایی ۴۳َ ۵۳ واقع شده است. این روستا در ۱۰۵ کیلومتری شهرستان ساری، ۳۵ کیلومتری شهرستان کیاسر و ۸۱ کیلومتری شهرستان دامغان قرار گرفته است. اراء با روستای فولاد محله از استان سمنان هم‌مرز می‌باشد که از سمت شمال به روستای ولویه، از جنوب به بخش فولاد محله، از غرب به سفید کوه و از شرق به جاده بین شهری سمنان ساری متنهی می‌شود.

## تقسیم بندی روستا
این روستا دارای سه بخش به نامهای: بالا محله، پایین محله و یور محله می‌باشد.

## جمعیت
براساس آخرین سرشماری مرکز آمار ایران که در سال ۱۳۸۵ صورت گرفته، جمعیت روستا ۳۸۴نفر (۱۰۹خانوار) بوده‌است.
به طور تقریبی در حدود ۱۰۰ خانوار دیگر از اهالی این روستا نیز در شهرهای سمنان، ساری، دامغان، قم و تهران زندگی می‌کنند. خانواده‌های ساکن در روستا از خاندانهای آرایی، احمدی، رستمی، شفیعی، عباسی، عمادی، قادری، محمودی، میرعمادی هستند که اکثریت آن ها قادری   می باشند بسیاری از آنها «سید» می‌باشند. همچنین شغل مردم روستا کشاورزی، دامداری و کارگری است.

## آب و هوا
دارای آب و هوای معتدل کوهستانی است که زمستانهایش سرد و تابستانهایش نیز نسبتاً خنک و معتدل می‌باشد.

## پوشش گیاهی
اراء دارای دو بخش جنگلی و کوهستانی است که درختانی همانند: سپیدار، چنار، بلوط‌های وحشی، راش، کچپ، ملچ، ولیک سیاه و قرمز، تلکا، عبدو، ازگیل وحشی، زرشک می‌باشد. در شرق و جنوب روستا نیز مزرعه‌های کشاورزی و زمینهای بایر وجود دارد. لولایا، وارنک، سرع (تره) صحرایی، ارک، سر شیر صحرایی، پنبیک (شوید) صحرایی، پونه، گزنه، گلپر و کاردیکو از سبزی‌های صحرایی این روستا می‌باشند. همچنین از میان گیاهان دارویی اراء می‌توان به باریجه، گزنه وحشی، آویشن، خاکشیر، شاتره، گل گاو زبان و تخم قدومه اشاره نمود.

## محصولات
گندم، جو، گوجه، سیب زمینی از محصولات همیشگی روستا بوده و همچنین ذرت و آفتابگردان نیز بعضاً کشت می‌شوند. درختان گردو، زرد آلو، صتی، آلوچه، سیب، گلابی، انگور، آلبالو و به نیز از میوه جات روستای اراء می‌باشند.

## جانوران
جانورانی که در منطقه این روستا زندگی می‌کنند عبارتند از: شغال، گرگ، روباه، خرگوش، آهو، گوزن، کبک، گراز، خرس، پلنگ، مار، عقرب و رتیل.

## امکانات
معدن فلورین واقع شده در اراء مهمترین وجه و شاخص آن بوده و همچنین این روستا مجهز به برق، تلفن با آنتن بی سیم، آب لوله کشی (سهمیه بندی) می‌باشد. دبستان و مدرسه راهنمایی، خانه بهداشت، حمام عمومی، شعبه توزیع نفت، شرکت تعاونی، تکیه، دو حسینیه، مسجد، دو باب مغازه، آژانس مسافر بری عمومی، سرویس حمل و نقل مسافربری عمومی به شهر ساری نیز از دیگر امکانات روستا می‌باشند.
منابع:وبلاگ‌های محلی روستای آراء
پایان‌نامه دانشجویان